# Gymnastique aux Jeux africains de 1991
Navigation
Édition suivante
La Gymnastique artistique a été introduite pour la première fois aux Jeux africains en 1991. L’Égypte, pays organisateur, a dominé cette édition obtenant 27 médailles dont 13 en or. Pour cette 1re édition, les juges ont éprouvé beaucoup de difficultés pour départager les concurrents. Ainsi, pour 6 épreuves, deux médailles d’or sont décernés.

## Médaillés

### Hommes
| Épreuve            | Or                                                 | Argent             | Bronze                                       |
| ------------------ | -------------------------------------------------- | ------------------ | -------------------------------------------- |
| Individuel général | Ahmed Abdelmoneim 53.150 Oussama Ez-Errigal 53.150 |                    | Gamal Kamel 52.300                           |
| Saut de cheval     | Abdelhakim Othmani 9.300 Oussama Ez-Errigal 9.300  |                    | Ahmed Abdelmoneim 9.000 Djamel Meziani 9.000 |
| Cheval d'arçons    | Tewfik Khateb 8.450                                | Ahmed Talaat 8.200 | Gamal Kamel 8.050                            |
| Anneaux            | Tewfik Khateb 9.200 Gamal Kamel 9.200              |                    | Oussama Ez-Errigal 9.100                     |
| Barre fixe         | Tewfik Khateb                                      | Ahmed Abdelmoneim  | Oussama Ez-Errigal                           |
| Barres parallèles  | Mohamed Meziane 8.800 Gamal Kamel 8.800            |                    | Ahmed Talaat 8.600                           |
| Exercices au sol   | Eragbhe Kingsley 9.250 Oussama Ez-Errigal 9.250    |                    | Klits Okiyo 9.100                            |
| Équipes            | Égypte                                             | Algérie            | Nigeria                                      |

### Femmes
| Épreuve             | Or                     | Argent                                      | Bronze                 |
| ------------------- | ---------------------- | ------------------------------------------- | ---------------------- |
| Individuel général  | Rym El-Dessouki 34.800 | Heba El-Naggar 34.750                       | Mariam Samir 34.500    |
| Saut de cheval      | Rym El-Dessouki 9.100  | Heba El-Naggar 8.800 Chafika Baghdadi 8.800 |                        |
| Exercices au sol    | Heba El-Naggar 8.700   | Mariam Samir 8.550                          | Chafika Baghdadi 8.450 |
| Poutre              | Rym El-Dessouki 8.700  | Merritt Walim 8.450                         | Amel Ouchia 7.500      |
| Barres asymétriques | Merritt Walim 8.250    | Mariam Samir 8.000                          | Anitha Newster 7.700   |
| Équipes             | Égypte                 | Algérie                                     | Namibie                |

## Tableau des médailles
| Rang  | Nation  | Or | Argent | Bronze | Total |
| ----- | ------- | -- | ------ | ------ | ----- |
| 1     | Égypte  | 13 | 7      | 7      | 27    |
| 2     | Algérie | 5  | 3      | 3      | 11    |
| 3     | Nigeria | 1  | 0      | 2      | 3     |
| 4     | Namibie | 0  | 0      | 2      | 2     |
| Total | Total   | 19 | 10     | 14     | 43    |

## Source
- (ar) « Les sixièmes Jeux africains, Zimbabwe 1995 », Al-Ahram Sports, No 298, du 12 septembre 1995, (numéro spécial).